# أهل أبرزو (بزو)
أهل أبرزو هي إحدى مشيخات المملكة المغربية، تتبع جغرافيا لإقليم أزيلال وإداريًا لبزو. يقدر عدد سكانها بـ 2428 نسمة حسب الإحصاء الرسمي للسكان والسكنى لسنة 2004.